# 双土镇
双土镇，是中华人民共和国重庆市云阳县下辖的一个乡镇级行政单位。

## 行政区划
双土镇下辖以下地区：
双土社区、长保村、保证村、枫树村、土垣村、坪东村、营鹤村、五台村、古佛村、无量村和吉星村。